# Jacob Christian Gottlieb von Schäffer
Jacob Christian Gottlieb Schäffer, ab 1812 Ritter von Schäffer (auch Schaeffer; * 7. Januar 1752 in Regensburg; † 3. April 1826 ebenda) war ein deutscher Arzt. 

## Leben
Schäffer besuchte von 1760 bis 1771 das evangelische Gymnasium poeticum seiner Heimatstadt und wohnte schon früh mit seinem Bruder Johann Ulrich Gottlieb von Schäffer den medizinischen Vorlesungen seines Vaters Johann Gottlieb Schaeffer bei. Auf dessen Wunsch begann er das Studium in der Medizin und Philosophie an der Universität Altdorf. Bereits im Juli 1772 wechselte er zusammen mit einem Freund dann an die Straßburger Universität. Dort wurde er 1774 am Ende seines Studiums mit der Dissertation De magnesia zum Dr. med. promoviert.
Schäffer kehrte nach einer kurzen Studienreise nach Regensburg zurück und wurde darauf Ende 1774 dort praktischer Arzt. Wie sein Bruder behandelte er diverse Herrschaften die zum Immerwährenden Reichstag in der Stadt verweilten und begleitete diese mitunter auf Reisen. 1782 wurde er von den Fürsten von Thurn und Taxis zum Hofmedicus berufen. 1787 wurde er vom Fürstenhaus dazu erwählt, die Prinzen auf einer ausgedehnten Reise durch Europa zu begleiten. In diesem Zusammenhang erhielt er die Ernennung zum Leibarzt sowie zum Hofrat. Auf dieser Reise wurde er von der Medical Society of London zum Ehrenmitglied ernannt. Zurückgekehrt erhielt er 1790 von der Regensburgischen Botanischen Gesellschaft die Ehrenmitgliedschaft.
Schäffer war neben seiner Tätigkeit für die Fürsten von Thurn und Taxis auch für die Sachsen-Hildburghausen tätig und wurde dafür 1791 zum herzoglichen Hofrat ernannt. 1805 ernannte ihn schließlich der regierende Fürst von Thurn und Taxis zu dessen Leibarzt und Geheimen Hofrat. 1812 wurde er für seine Verdienste mit dem Civil-Verdienst-Orden der Bayerischen Krone ausgezeichnet und damit in den persönlichen Adelstand erhoben. Er war auch noch später häufig für und mit den Thurn und Taxis aber auch für die Sachsen-Hildburghausen auf Reisen.
Schäffer stand mit dem hohenzollerischen Leibarzt Franz Xaver Mezler in freundschaftlicher Verbindung und regem Austausch. Er war der um fast zwei Jahre ältere Bruder von Johann Ulrich Gottlieb von Schäffer, der ebenfalls als Arzt in Regensburg tätig war und einige Jahre nach ihm ebenfalls in Regensburg verstarb.

## Publikationen (Auswahl)
- Dissertatio Inauguralis Chemico-Medica De Magnesia, Heitz, Straßburg 1774.
- Ueber die gewöhnlichsten Kinderkrankheiten und deren Behandlung. Nach Armstrong neu bearbeitet. Montag und Weiß, Regensburg 1792.
- Briefe auf einer Reise durch Frankreich, England, Holland und Italien in den Jahren 1787 und 1788 geschrieben, 2 Bände, Montag und Weiss, Regensburg 1794.
- Krankheitsgeschichte des verewigten Prinzen Georg von Thurn und Taxis etc. oder jüngster Beytrag zu Roederer’s und Wagler’s Abhandlung von der Schleimkrankheit. Montag und Weiss, Regensburg 1795.
- Die Zeit- und Volks-Krankheiten der Jahre 1806. und 1807. in und um Regensburg. Montag und Weiß, Regensburg 1808.